# Alianza Petrolera
Alianza Petrolera ist ein 1990 gegründeter kolumbianischer Fußballverein aus Barrancabermeja, der derzeit in der Categoría Primera A spielt. 
Der größte Erfolg der Vereinsgeschichte ist die Zweitliga-Meisterschaft 2012 und der damit verbundene Aufstieg in die erste Liga. Bis zum Aufstieg spielte der Verein seit 1992 in der zweiten Liga.

## Geschichte
Bis zum Aufstieg 2012 war Alianza Petrolera eines der traditionsreichsten Teams in der zweiten kolumbianischen Liga. Der Verein war mehrfach nah am Aufstieg, vor allem 1998 und 2004 als das Team in den Halbfinalspielen um die Meisterschaft ausschied.
Da die finanzielle Situation des Vereins schwierig war, schloss er 2011 ein Abkommen mit dem Traditionsverein Atlético Nacional. Das Abkommen sieht vor, dass der Verein aus Medellín Alianza Petrolera junge Spieler ausleiht, um diesen Spielpraxis zu ermöglichen. Außerdem bezahlt Atlético Nacional das Gehalt des Trainerstabes. Das Abkommen wurde von verschiedenen Seiten im Falle eines Aufstiegs als Verstoß gegen die Statuten der DIMAYOR interpretiert. Die Verantwortlichen der beiden Vereine bekräftigten aber, dass die Vereine voneinander unabhängig blieben und dass formal alle Regeln eingehalten werden.
Im Juni 2012 tauchten Gerüchte auf, dass Alianza Petrolera wegen des Umbaus des eigenen Stadions nach Guarne, dem Ort des Verwaltungssitzes von Atlético Nacional, umziehen und sich in Alianza Oriente umbenennen werde. Der Verein trug dort zwar in der Rückserie 2012 seine Heimspiele aus, der Name wurde aber nicht verändert.
In der Spielzeit 2012 schaffte Alianza Petrolera den Aufstieg, nur ein Jahr nach dem Beginn des Abkommens mit Atlético Nacional. Der Verein gewann das Torneo Finalización im Finale gegen Deportivo Rionegro und konnte sich auch im Meisterschaftsfinale gegen América de Cali durchsetzen.
Während der Hinserie 2013 spielte der Verein dann in Yopal und die Rückserie in Floridablanca. Da das Stadion in Floridablanca erst an die Anforderungen der ersten Liga angepasst wurde, wurde spekuliert, dass der Verein sich dauerhaft in Floridablanca ansiedeln und sich in Alianza Fútbol Club umbenennen werde. Daraufhin bekräftigten aber die Verantwortlichen, dass Alianza Petrolera weiterhin in Barrancabermeja ansässig bleibe und nur auf die Fertigstellung des Stadions warte, um dorthin zurückzukehren.
Im ersten Jahr in der ersten Liga spielte der Verein gegen den Abstieg, konnte diesen aber zwei Spieltage vor Schluss vermeiden. In der Copa Colombia kam Alianza Petrolera bis ins Halbfinale, schied da aber gegen den späteren Sieger Atlético Nacional aus. In der Hinserie 2014 verfehlte der Verein den Einzug in die Finalrunde nur knapp. Auch in der Rückserie 2014 war es ähnlich knapp; jeweils verpasste der Alianza Petrolera den Platz unter den besten acht Mannschaften nur aufgrund eines schlechteren Torverhältnisses.
Im April 2015 kehrte Alianza Petrolera schließlich nach Barrancabermeja zurück. Dort konnte in der Rückserie 2015 auch aufgrund der besonderen Heimstärke das erste Mal der Einzug in die Finalrunde erreicht werden, in der Alianza Petrolera dann im Viertelfinale gegen Independiente Medellín ausschied.
Die Hinserie 2016 war die bislang schwächste Halbserie Alianzas seit dem Aufstieg. Der Verein beendete die Ligaphase auf dem vorletzten Platz. Aufgrund der schlechten Leistung wurde im Mai der Vertrag des Trainers Óscar Upegui aufgelöst und als Nachfolger Jorge Luis Bernal eingestellt. In der Rückserie spielte Alianza konstanter, verfehlte am Ende aber knapp den Einzug in die Finalrunde. Ähnlich knapp war es in der Hinserie 2017, in der Alianza wieder den zehnten Platz erreichte und den Einzug in die Finalrunde nur um zwei Punkte verpasste. In der Finalización 2017 hatte Alianza Petrolera dann jedoch mit dem Einzug in die Finalrunde nichts zu tun und beendete die Ligaphase auf dem 18. Platz. Wegen der schlechten Leistung der Mannschaft wurde im Oktober der Trainer Jorge Luis Bernal durch den Argentinier Juan Cruz Real ersetzt.
Die Apertura 2018 schloss Alianza Petrolera auf dem 15. und die Finalización 2018 auf dem 16. Platz ab. Bereits im Oktober war Cruz Real entlassen worden, woraufhin César Torres Ramírez als neuer Cheftrainer verpflichtet wurde. In der Apertura 2019 belegte Alianza Petrolera den 14. Platz. Die Saison 2021 verlief ganz unterschiedlich. In der Apertura landete das Team mit nur sechs Punkten aus 18 Spielen mit Abstand auf dem letzten Tabellenplatz, in der Clausura erreichte Alianza Petrolera die beste Tabellenplatzierung in der ersten Liga. Als Tabellensechster wie in der Clausura 2015 gelang zum zweiten Mal in der Geschichte des Vereins der Einzug in die Finalrunde, wo das Team allerdings Vierter der Gruppe wurde und damit das Finale nicht erreichte.

## Stadion
Alianza Petrolera absolviert seine Heimspiele im Estadio Daniel Villa Zapata. Das Stadion hat eine Kapazität von etwa 10.400 Plätzen. Während einer langen Umbauphase nach dem Aufstieg in die erste Liga trug der Verein provisorisch seine Heimspiele größtenteils im Estadio Álvaro Gómez Hurtado in Floridablanca aus, das eine Kapazität von etwa 12.000 Plätzen hat.

## Sportlicher Verlauf

### Erfolge
- Meister Categoría Primera B: 2012
- Vizemeister Categoría Primera B: 2002

### Saisondaten seit 1992
| Spielzeit | Liga                 | Ligaebene | Platz         | Finalrunde          |
| --------- | -------------------- | --------- | ------------- | ------------------- |
| 1992      | Copa Concasa         | II        | 9.            | -                   |
| 1993      | Copa Concasa         | II        | 12.           | -                   |
| 1994      | Copa Concasa         | II        | 6.            | -                   |
| 1995      | Copa Concasa         | II        | 6. Gruppe A   | -                   |
| 1995/96   | Copa Concasa         | II        | 12.           | -                   |
| 1996/97   | Copa Concasa         | II        | 14.           | -                   |
| 1997      | Copa Concasa         | II        | 7.            | -                   |
| 1998      | Copa Águila          | II        | 12.           | -                   |
| 1999      | Copa Águila          | II        | 15.           | -                   |
| 2000      | Copa Águila          | II        | 4.            | 3. Gruppe B         |
| 2001      | Copa Águila          | II        | 10.           | -                   |
| 2002      | Copa Águila          | II        | 2. Zona Norte | Vizemeister         |
| 2003      | Copa Águila          | II        | 11.           | -                   |
| 2004      | Copa Premier         | II        | 6.            | 3. Gruppe B         |
| 2005      | Copa Premier         | II        | 16.           | -                   |
| 2006-I    | Copa Premier         | II        | 5. Gruppe A   | -                   |
| 2006-II   | Copa Premier         | II        | 6. Gruppe B   | -                   |
| 2007-I    | Copa Premier         | II        | 9. Gruppe A   | -                   |
| 2007-II   | Copa Premier         | II        | 9. Gruppe A   | -                   |
| 2008-I    | Copa Premier         | II        | 9. Gruppe A   | -                   |
| 2008-II   | Copa Premier         | II        | 9. Gruppe B   | -                   |
| 2009-I    | Copa Premier         | II        | 9. Gruppe A   | -                   |
| 2009-II   | Copa Premier         | II        | 9. Gruppe B   | -                   |
| 2010      | Torneo Postobón      | II        | 14.           | -                   |
| 2011-I    | Torneo Postobón      | II        | 18.           | -                   |
| 2011-II   | Torneo Postobón      | II        | 3.            | Viertelfinale       |
| 2012-I    | Torneo Postobón      | II        | 15.           | -                   |
| 2012-II   | Torneo Postobón      | II        | 2.            | 1. Gruppe B Meister |
| 2013-I    | Liga Postobón        | I         | 14.           | -                   |
| 2013-II   | Liga Postobón        | I         | 15.           | -                   |
| 2014-I    | Liga Postobón        | I         | 9.            | -                   |
| 2014-II   | Liga Postobón        | I         | 9.            | -                   |
| 2015-I    | Liga Águila          | I         | 16.           | -                   |
| 2015-II   | Liga Águila          | I         | 6.            | Viertelfinale       |
| 2016-I    | Liga Águila          | I         | 19.           | -                   |
| 2016-II   | Liga Águila          | I         | 10.           | -                   |
| 2017-I    | Liga Águila          | I         | 10.           | -                   |
| 2017-II   | Liga Águila          | I         | 18.           | -                   |
| 2018-I    | Liga Águila          | I         | 15.           | -                   |
| 2018-II   | Liga Águila          | I         | 16.           | -                   |
| 2019-I    | Liga Águila          | I         | 14.           | -                   |
| 2019-II   | Liga Águila          | I         | 14.           | -                   |
| 2020      | Liga BetPlay Dimayor | I         | 15.           | -                   |
| 2021-I    | Liga BetPlay Dimayor | I         | 19.           | -                   |
| 2021-II   | Liga BetPlay Dimayor | I         | 6.            | 4. Gruppe B         |
| 2022-I    | Liga BetPlay Dimayor | I         | 9.            | -                   |
| 2022-II   | Liga BetPlay Dimayor | I         | 17.           | -                   |

## Persönlichkeiten

### Trainerhistorie
| - César Torres Ramírez (2018–) - Juan Cruz Real (2017–2018) - Jorge Luis Bernal (2016–2017) - Óscar Upegui (2015–2016) - Adolfo León Holguín (2014–2015) - Guillermo Berrío (2013) - Héctor Estrada Cano (2011–2013) - Henry Barón (2010) - Carlos Estrada (2009) | - Óscar Upegui (2008) - Didier Luna (2008) - Jorge Ramoa (2007) - Adolfo León Holguín (2005–2006) - Juan Carlos Bedoya (2004) - Alexis Mendoza (2003) - Adolfo León Holguín (2002) - Fernando Valderrama (2000–2001) - José Suárez (1999) | - José de Jesús Vega (1998) - Víctor Espinoza (1997) - Juan Eugenio Jiménez (1996) - Pedro Vásquez (1995) - Hugo Márquez (1994) - Justo Lopera (1993) - Norberto Molina (1993) - Norberto Peluffo (1992) |

### Ehemalige Spieler
| - Mateo Figoli - Michael Rangel |